# Eretmophorus
Eretmophorus is een monotypisch geslacht van straalvinnige vissen uit de familie van diepzeekabeljauwen (Moridae).

## Soort
- Eretmophorus kleinenbergi Giglioli, 1889